# ستيف غوستافسون
ستيف غوستافسون (بالإنجليزية: Steve Gustafson)‏ هو موسيقي أمريكي، ولد في 10 أبريل 1957 في إشبيلية في إسبانيا.

## وصلات خارجية
- ستيف غوستافسون على موقع IMDb (الإنجليزية)
- ستيف غوستافسون على موقع ميوزك برينز (الإنجليزية)
- ستيف غوستافسون على موقع أول ميوزيك (الإنجليزية)
- ستيف غوستافسون على موقع ديسكوغز (الإنجليزية)